# 케언스 그룹
케언스 그룹(Cairns Group)은 농산물 수출시 보조금을 지급하지 않거나 혹은 미미한 보조만을 지급하는 국가그룹이다. 1986년 오스트레일리아 케언스에서 공식 결성되었다.

## 회원국

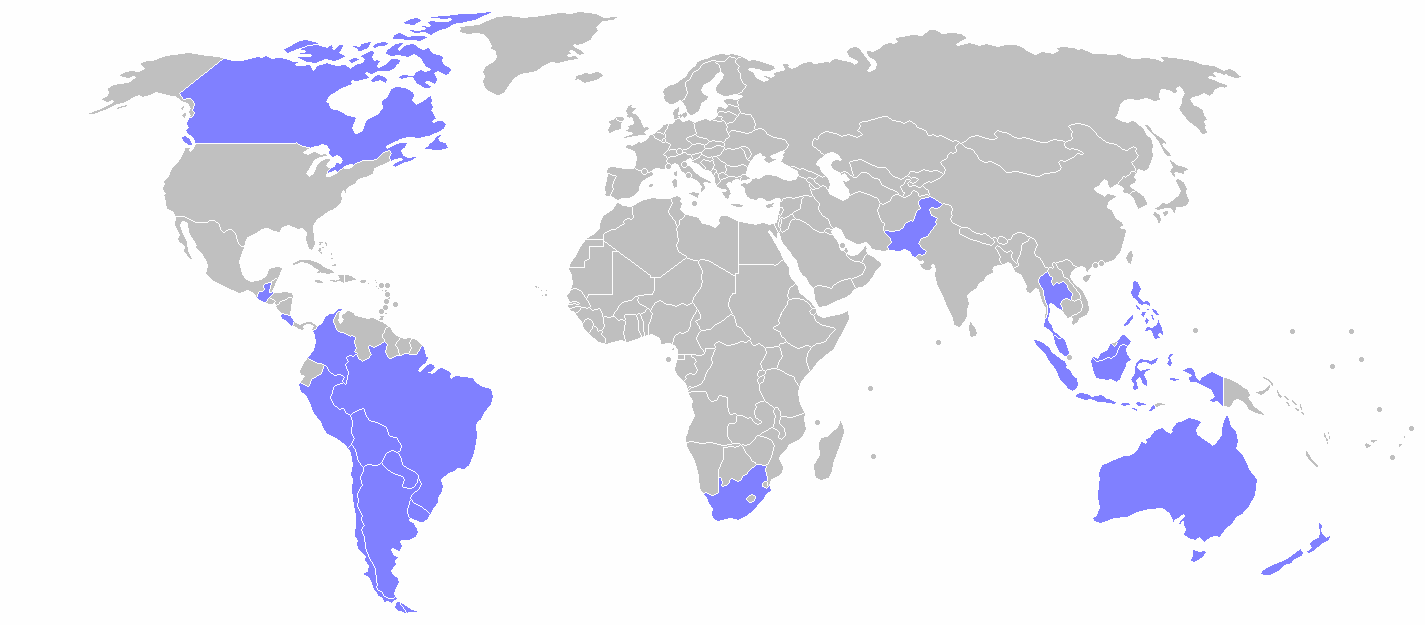
케언스 그룹 회원국

현재 케언스 그룹의 회원국은 19개국이다.
- 과테말라
- 남아프리카 공화국
- 뉴질랜드
- 말레이시아
- 볼리비아
- 브라질
- 아르헨티나
- 오스트레일리아
- 우루과이
- 인도네시아
- 칠레
- 캐나다
- 코스타리카
- 콜롬비아
- 태국
- 파라과이
- 파키스탄
- 페루
- 필리핀